# Potres v Sečuanu (2008)
V provinci Sečuan na Kitajskem se je 12. maja 2008 ob 14:28:01 po kitajskem standardnem času zgodil potres. Z močjo 8,0 Ms (7,9 Mw), je bil epicenter potresa 80 kilometrov zahodno-severozahodno od Čengduja, glavnega mesta province, z žariščno globino 19 km. Potres je prelomnico pretrgal za več kot 240 km, s površinskimi premiki več metrov. Potres so čutili tudi v Pekingu in Šanghaju – 1500 oziroma 1700 km stran – kjer so se poslovne stavbe majale zaradi tresljaja, pa tudi Bangkok na Tajskem in Hanoj v Vietnamu. Močni popotresni sunki, ki so nekateri presegali 6 Ms, so še naprej prizadeli območje še nekaj mesecev po glavnem sunku in povzročili nadaljnje žrtve in škodo. Potres je povzročil tudi največje število geonevarnosti, kar jih je bilo kdaj zabeleženih, vključno s približno 200.000 zemeljskimi plazovi in več kot 800 potresnimi jezeri na območju 110.000 km².
V potresu je življenje izgubilo več kot 69.000 ljudi, od tega 68.636 v provinci Sečuan. Poročali so o 374.176 ranjenih, julija 2008 pa jih je bilo 18.222 pogrešanih. Geološke nevarnosti, ki jih je sprožil potres, naj bi bile odgovorne za vsaj eno tretjino števila smrtnih žrtev. Potres je pustil najmanj 4,8 milijona ljudi brez strehe nad glavo, čeprav bi lahko število doseglo 11 milijonov. Na prizadetem območju je živelo približno 15 milijonov ljudi. To je bil najsmrtonosnejši potres, ki je prizadel Kitajsko po potresu v Tangšanu leta 1976, ki je ubil najmanj 242.000 ljudi, in najmočnejši v državi po potresu v Asamu in Tibetu leta 1950, ki je zabeležil moč 8,6 Mw. To je 18. najsmrtonosnejši potres vseh časov. 6. novembra 2008 je centralna vlada objavila, da bo v naslednjih treh letih porabila 1 mrd RMB (približno 146,5 milijard ameriških dolarjev) za obnovo območij, ki jih je opustošil potres, kot del kitajskega programa za spodbujanje gospodarstva.
- USGS je maja 2008 predložil zemljevid Azije, ki je pokazal skupno 122 potresov, ki so se zgodili na celini. Velik rdeči kvadrat blizu središča zemljevida prikazuje potres z magnitudo 7,9 v mestu Čengdu v provinci Sečuan.
- Zemljevid prikazuje lokacijo potresa v Sečuanu leta 2008 in vseh popotresnih sunkov, ki so mu sledili do 28. maja 2008
- Zemljevid USGS kaže, da je po potresu v majhnem območju prišlo na desetine popotresnih sunkov.